# Drasteria howlandii
Drasteria howlandii là một loài bướm đêm thuộc họ Erebidae. Nó được tìm thấy ở British Columbia và Saskatchewan phía nam through phần phía tây của Hoa Kỳ từ Washington phía nam đến Arizona và Texas.
Sải cánh dài khoảng 35 mm. Con trưởng thành bay từ tháng 3 đến tháng 9.
Ấu trùng ăn các loài Eriogonum.